# Иван Љубичић
Иван Љубичић (Бања Лука, 19. март 1979) је бивши хрватски тенисер. Најбољи пласман на АТП листи му је 3. место (1. маја 2006).
Био је победник Дејвис купа 2005. године са хрватском репрезентацијом. Такође је освојио 10 АТП турнира у појединачној конкуренцији. Године 2004, на Олимпијским играма у Атини, освојио је бронзану медаљу у паровима са Мариом Анчићем. Највећи успех у каријери је остварио освајањем турнира Мастерс серије 1000 у америчком Индијан Велсу где је 21. марта 2010. године у финалу победио Ендија Родика у два сета. Повукао се 5. априла 2012. године.

## АТП Мастерс 1000финала

### Појединачно: 4 (1—3)
| Исход  | Година | Турнир       | Подлога | Противник     | Резултат                   |
| ------ | ------ | ------------ | ------- | ------------- | -------------------------- |
| Финале | 2005   | Мадрид       | Тврда   | Рафаел Надал  | 6–3, 6–2, 3–6, 4–6, 6–7(3) |
| Финале | 2005   | Париз        | Тврда   | Томаш Бердих  | 3–6, 4–6, 6–3, 6–4, 4–6    |
| Финале | 2006   | Мајами       | Тврда   | Роџер Федерер | 6–7(5), 6–7(4), 6–7(6)     |
| Победа | 2010   | Индијан Велс | Тврда   | Енди Родик    | 7–6(3), 7–6(5)             |